# Eneko Delgado Ginés
Eneko Delgado Ginés (Galdácano, Vizcaya, 18 de enero de 2001) es un futbolista español que juega de centrocampista.

## Trayectoria
Nacido en Galdácano, Vizcaya, es un futbolista formado en las categorías inferiores del Danok Bat desde 2009 a 2017.
En 2017, con apenas 16 años ingresó en la cantera del Real Madrid CF para jugar en el Juvenil "B".
Eneko formaría parte durante tres temporadas del Real Madrid CF y en la temporada 2019-20 en las filas del juvenil "A" lograría el título de la Liga Juvenil de la UEFA 2019-20.
El 21 de noviembre de 2020, hace su debut con el Real Madrid Castilla Club de Fútbol de la Segunda División "B", en un encuentro frente a la CDA Navalcarnero.
En julio de 2020, firma por el Athletic Club, que lo asigna al CD Basconia de la Tercera División de España.
En la temporada 2021-22, asciende al Bilbao Athletic de la Primera Federación, pero días más tarde es cedido al Gernika Club de la Segunda Federación durante una temporada, donde disputa 33 partidos en los que anota un gol.
El 31 de agosto de 2022, firma por el Club de Fútbol La Nucía de la Primera Federación.

## Clubes
| Club                                     | País   | Año       |
| ---------------------------------------- | ------ | --------- |
| CD Basconia                              | España | 2020-2021 |
| Bilbao Athletic                          | España | 2021-2022 |
| Sociedad Deportiva Gernika Club (cedido) | España | 2021-2022 |
| Club de Fútbol La Nucía                  | España | 2022-act. |

## Palmarés

### Campeonatos internacionales
| Título                    | Club              | Sede  | Año     |
| ------------------------- | ----------------- | ----- | ------- |
| Liga de Campeones juvenil | Real Madrid C. F. | Suiza | 2019-20 |